# Ibis Budget

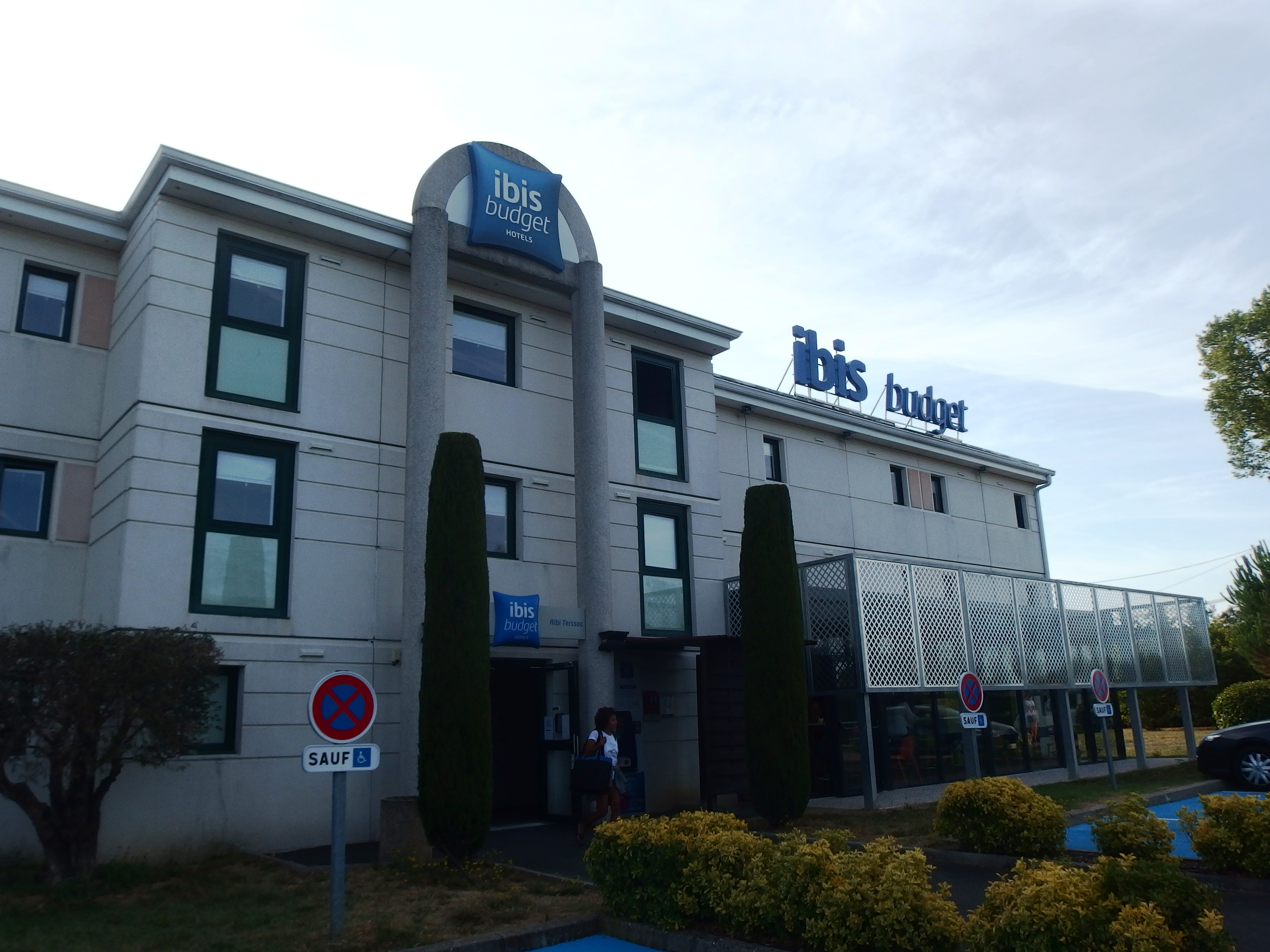
ibis Budget Albi Terssac

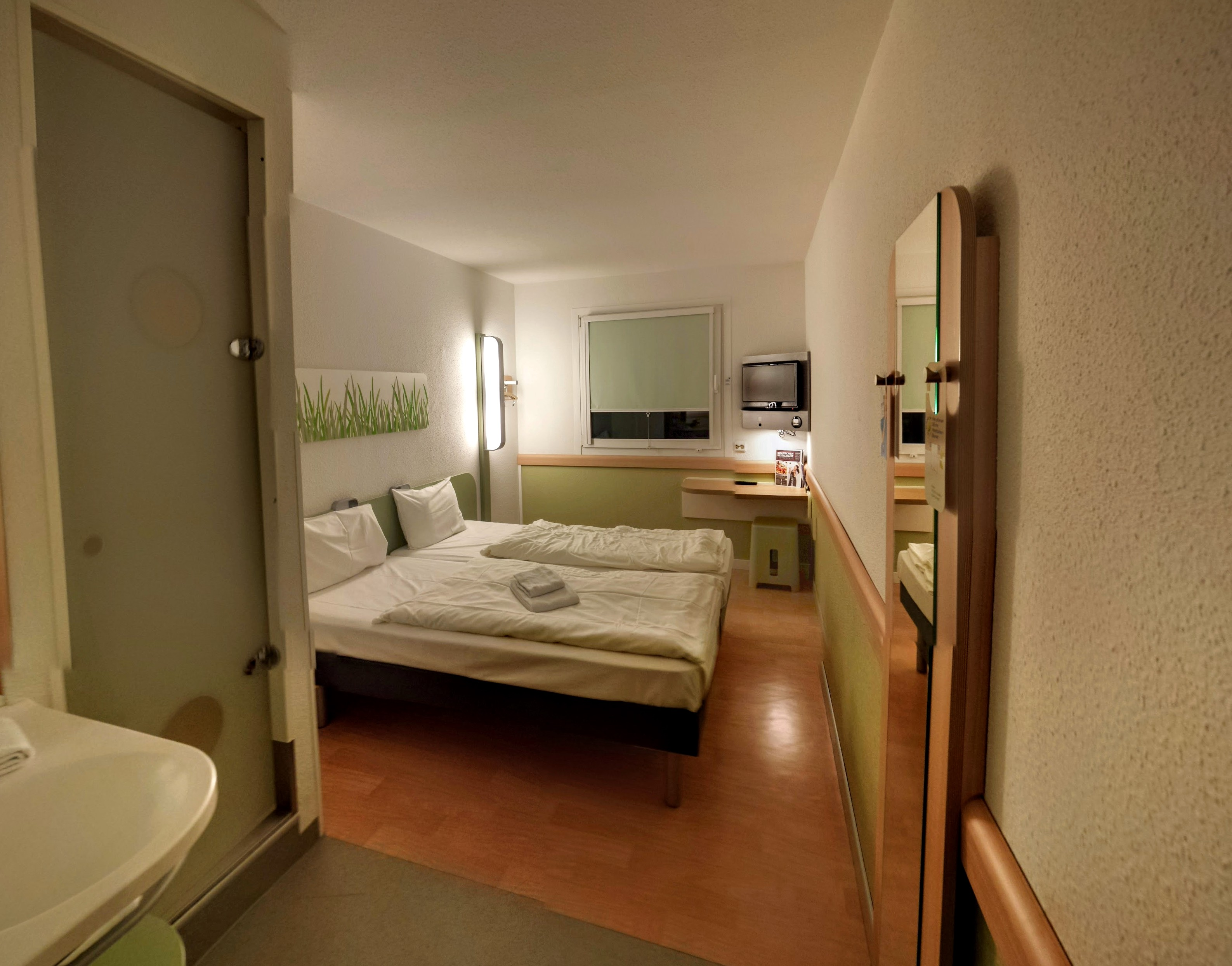
interieur kamer

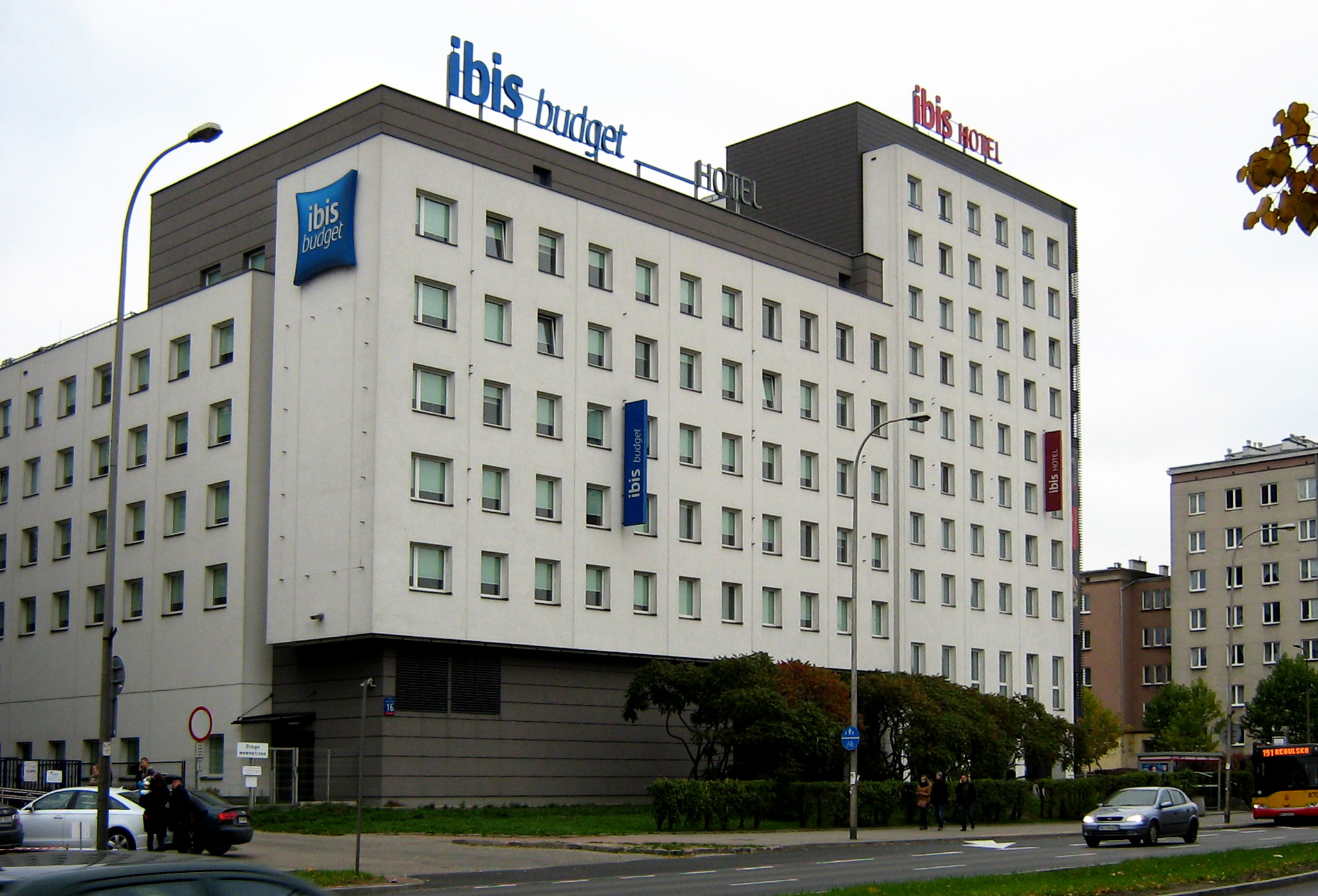
ibis Budget naast algemeen Ibis hotel in Warschau

Ibis Budget (voorheen bekend onder de naam Etap) is een dochteronderneming van het Franse AccorHotels, die samen met de keten hotelF1 in de laagste prijsklasse valt. De hotels zijn te vergelijken met die van hotelF1, maar de kamers kennen iets meer luxe. Het merk bestond in oktober 2017 in 18 landen, waar in totaal 572 hotels gevestigd zijn.
Veel hotels staan langs de snelweg, maar ook zijn er locaties dichter bij stadscentra, belangrijke spoorwegstations en bij luchthavens.

## Geschiedenis
In 2011 kondigde Accor aan de Etap-hotels om te vormen tot ibis Budget-locaties. Zo werd de samenhang met ibis en de andere budgetketens van de hotelgroep duidelijker. Samen met de naamswijziging werd geïnvesteerd in modernisering, kwalitatiever beddengoed en meer technologische voorzieningen.

## Hotelkamer
De kamers zijn geschikt voor maximaal drie volwassen, en soms voor twee volwassenen en een kind tot 12 jaar. Ze bevatten een hoektafeltje met stoel en een wastafel. Ook is een douche en toiletcabine ingebouwd. Op de kamers is een televisie aanwezig.